# Hôpital de la Croix-Rousse
L'hôpital de la Croix-Rousse, intégré au Groupement Hospitalier Nord, est l'un des quatre grands pôles hospitaliers des  hospices civils de Lyon (HCL).
Né sous l'ère du préfet Claude-Marius Vaïsse afin de désengorger l’hôtel-Dieu, la construction de l'Hôpital de la Croix-Rousse commence en 1855, sous la direction de Hugues-François Dubuisson de Christot, architecte des hospices civils de Lyon. Il est inauguré le 7 décembre 1861.
Il s'agit d'une des réalisations majeures ayant suivi l'intégration de l'ancienne commune de la Croix-Rousse à la ville de Lyon en 1852.
En 1863, une épidémie de fièvre typhoïde survient à la Croix-Rousse. Dès lors, la prise en charge des maladies infectieuses sera l'une des caractéristiques de l’hôpital.

## Histoire

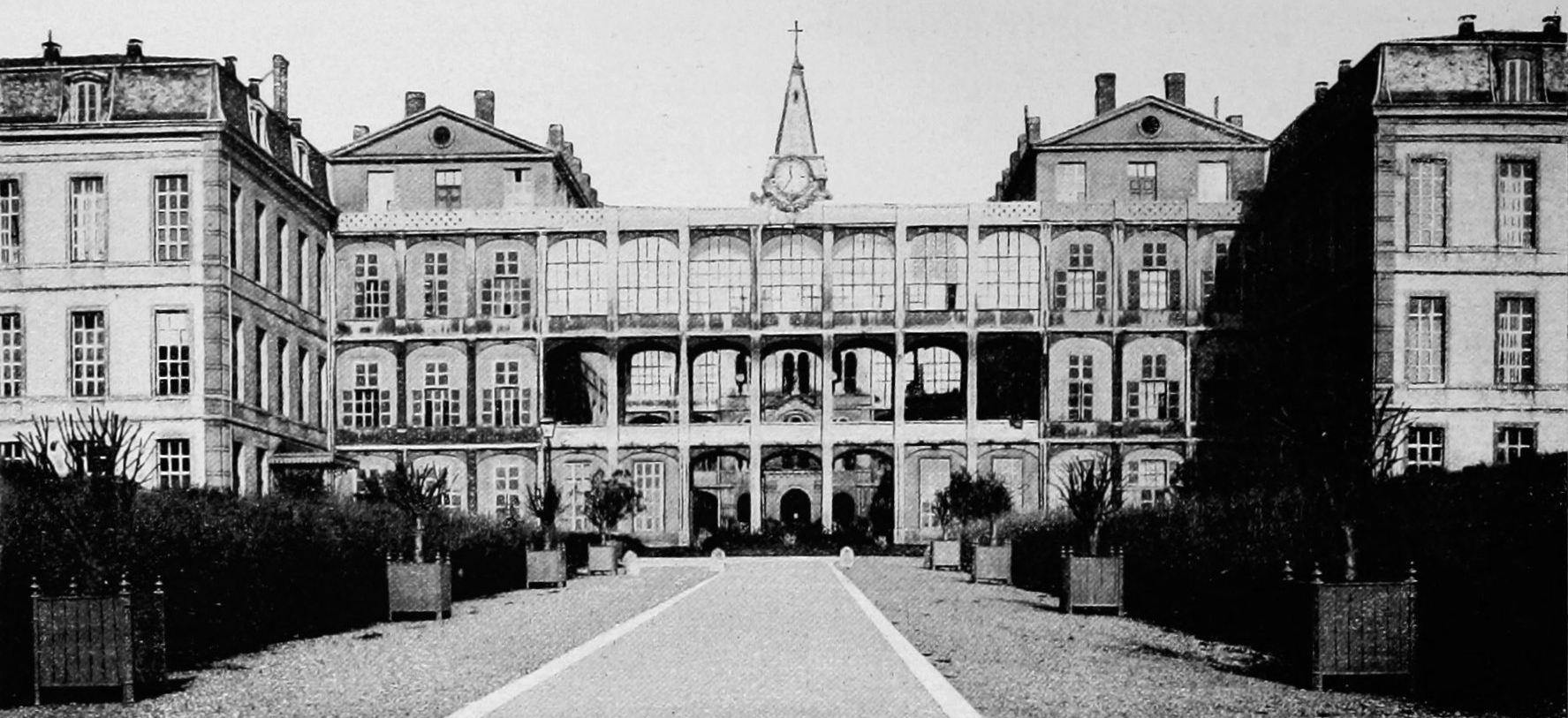
Vue de la façade de l'hôpital, tirée du Dictionnaire illustré des communes du département du Rhône. Tome 2, 1901

### Création
L'hôpital de la Croix-Rousse naît par décision des Hospices civils de Lyon après la réunion de la commune de la Croix-Rousse à celle de Lyon décidée par le gouvernement du Second empire en 1852. Il s'agit pour les gestionnaires des HCL de désengorger les hôpitaux du centre ville et de profiter en hauteur d'un air plus pur. À l'origine, l'établissement devait porter le nom de Saint-Joseph, mais les seules traces qui subsistent de cette volonté initiale sont une dédicace sur la chapelle et la date de la fête patronale, le 19 mars.
Le premier terrain de deux hectares acquis est la propriété Chazol, ayant appartenu à un ancien chirurgien de l'Hôtel-Dieu, Michel Carret. Mais, celui-ci n'ayant pas d'issue vers la Grande rue de la Croix-Rousse, d'autres parcelles sont achetées pour un total de sept hectares.
Les plans sont établis par Hugues-François Dubuisson de Christot et la construction débute en 1855. Il est inauguré le 7 décembre 1861. Dans sa configuration initiale, il dispose de 330 lits de médecine générale, dont 70 payants. Il est tenu par quatre médecins secondés par quatre internes. Le personnel est complété par des frères et des sœurs hospitaliers. 
À l'origine, l'établissement est conçu comme un hôpital de proximité, destiné aux habitants des pentes et du plateau, et exclu donc dans son règlement plusieurs types de patients, devant se diriger vers les autres établissements (enfants de moins de 15 ans, malades chirurgicaux, incurables...). C'est donc un hôpital destiné aux canuts, population essentielle du quartier.

### XIXesiècle
Rapidement, l'hôpital acquiert une grande compétence dans le traitement des maladies infectieuses. Il intervient avec succès lors des épidémies de typhoïde et de variole des années 1860 - 1870. Cette spécialisation entraîne l'établissement d'un service de varioleux en 1892. Ce service s'installe dans un bâtiment isolé sur la commune de Caluire-et-Cuire.
Un service de chirurgie est créé en janvier 1871.

### XXesiècle

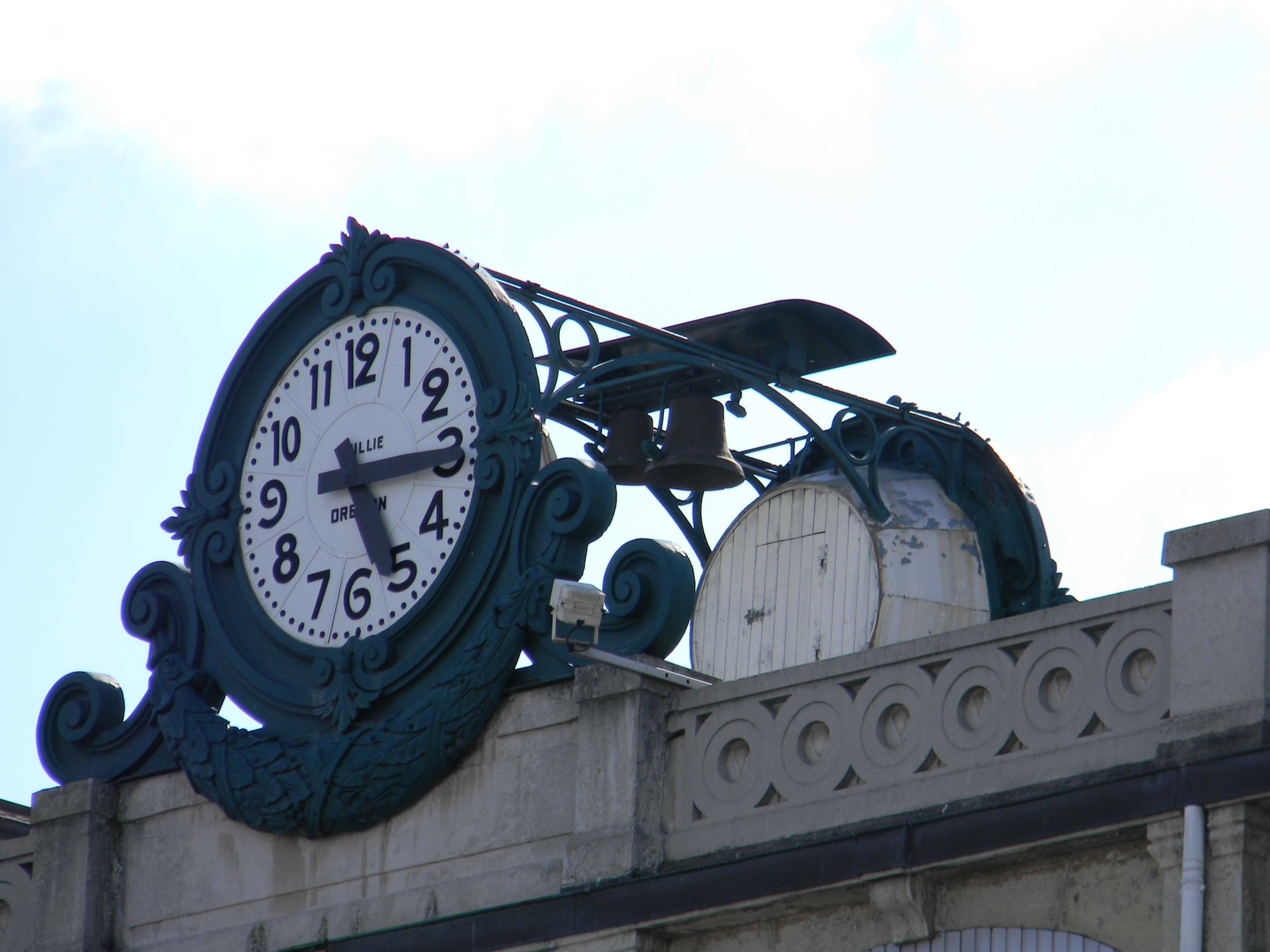
Horloge de l'hôpital de la Croix-Rousse.

En 1903, la maternité, plusieurs fois agrandie durant le XIXe siècle, s'installe dans un bâtiment propre.
L'hôpital est lourdement rénové en 1950. Il se dote d'un bloc opératoire particulièrement moderne, dans lequel sont effectuées les premières transplantations du foie.
Le Centre Livet, appelé autrefois Asile Livet, devient dans les années 1950 un lieu de traitement de la scoliose. L'étude et les recherches de traitement de cette maladie y sont effectuées par le docteur Pierre Stagnara. Il obtient de bon résultat et devient une référence française dans cette affliction. Le Centre Livet est entièrement consacré à la scoliose et devant l'affluence et la durée du séjour des enfants, des structures éducatives sont établies sur place. En 1959, le docteur C.R. Michel remplace le docteur Stagnara. Les locaux accueillent 72 enfants. Le Centre, très vétuste, est rénové en 1978-1979 et dispose par la suite d'un plateau technique, notamment chirurgical. Auparavant, les opérations étaient réalisées à l'hôpital Edouard Herriot.
Durant les années 1960, une spécialisation émerge avec la gastro-entérologie, même si des lits de médecine générale sont maintenus.
En 1981, un centre d'orthogénie est établi, qui devient par la suite un service de planification familiale.
En 1984, un service d'hôpital de jour est monté, avec sept lits. 
Ensuite, la spécialisation se poursuit avec une montée en puissance du service chirurgical, de la médecine digestive et l'hépatologie.

### XXIesiècle
En 2010 est terminé un nouveau bâtiment, le bâtiment médico-chirurgical, accueillant 318 lits, 50 salles de consultation, 12 salles d'opération et 2 plateformes de chirurgie ambulatoire. Ce bâtiment est destiné à accueillir 35000 consultations par an. Ce centre regroupe des activités venues du Centre Livet, de l'Hôtel-Dieu et d'anciens bâtiments de l'hôpital de la Croix-Rousse. Plus de 800 professionnels de la santé y travaillent. Le bâtiment médico-chirurgical propose des  services d'hépato-gastro-entérologie, d'endoscopie digestive, de chirurgie générale et digestive, d'ORL, d'orthopédie et d'ophtalmologie. L'ouverture du bâtiment médico-chirurgical entraîne de nombreux déplacements de services. Le service de chirurgie des greffes du foie de l'hôpital Edouard Herriot est donc fusionné avec celui de la Croix-Rousse, avec le professeur Christian Ducerf à sa tête. 
En 2013, l'hôpital de la Croix-Rousse fusionne administrativement avec les hôpitaux gériatriques Dr-Frédéric-Dugoujon à Caluire-et-Cuire et Pierre-Garraud à Lyon 5e pour former le Groupement hospitalier nord.

## Architecture
Le bâtiment Médico-chirurgical de la Croix-Rousse a ouvert en 2010. Il a coûté 150 millions d'euros pour les bâtiments, 19,5 millions pour les équipements biomédicaux et 6,5 millions pour les équipements hôteliers.

## Fonctionnement

### Pôle médico-chirurgical
Le bâtiment médico-chirurgical abrite en 2016 le pôle médico-chirurgical, qui contient 900 personnes et dispose de 16 salles d'intervention et 4 salles de radiologie et l'endoscopie interventionnel. Ce pôle possède cinq activités d'expertises internationales : 
- l'orthopédie et surtout la chirurgie du genou, de la hanche et du sport, dirigée par le Pr Sébastien Lustig
- l'ophtalmologie avec le Pr Philippe Denis
- l'hépato-gastroentérologie, avec le traitement des hépatites du Pr Fabien Zoulim
- la gastro-entérologie et endoscopie interventionnelle avec l'écho-endoscopie du Pr Jean-Christophe Souquet
- la chirurgie digestive (hépatique) et les transplantations viscérale, hépatique et intestinale des Pr Christian Ducerf et Jean-Yves Mabrut. Cette équipe a recruté le Pr Mickael Lesurtel venu de Zurich[8].

En 2016, les performances économiques du centre sont de 50 millions d'euros de recettes, 14000 entrées, un taux d'occupation de 86.5%, une DMS de 5.7 jours et 9000 passages en chirurgie ambulatoire. Le professeur Ducerf note que malgré une installation en 2010 faite à marche forcée et l'intégration non prévue par le projet initial de la chirurgie plastique et la cardiologie interventionnelle, la réorganisation des locaux a permis a tous de trouver sa place. Il regrette en revanche que le regroupement, imposé là aussi, de l'activité chirurgie cancérologique ORL des HCL ai abouti au départ de deux praticiens. 

### Structures hors les murs
L'Hôpital de la Croix-Rousse comprend Deux unités en dehors de ses murs, le centre Livret, qui se consacre à la chirurgie orthopédique et le centre de gériatrie de Cuire.
Au début du XXIe siècle, le centre est l'objet de lourds travaux de rénovations, notamment pour moderniser la maternité, qui atteint 3000 accouchements par an. 

## Personnalités et place dans la culture
- Pierre Stagnara. Ce docteur spécialiste de la scoliose est un pionnier dans l'étude et le traitement de cette maladie. Il développe au Centre Livet une unité de traitement dans les années 1950[9].

## Accessibilité
Métro   : Cuire ou Hénon Bus C13 et 38 et S4

### Ouvrages
- Alain Bouchet (dir.), René Mornex et Danielle Gimenez, Les Hospices civils de Lyon : Histoire de leurs hôpitaux, Lyon, Éditions lyonnaises d'Art et d'Histoire, 2003, 2e éd., 208 p. (ISBN 2-84147-131-4)

- Fondation Marcel Mérieux, La médecine à Lyon : des origines à nos jours, Paris, Éditions Hervas, 1987, 540 p. (ISBN 2-903118-31-0)

- Hôpital de la Croix Rousse, Hospices civils de Lyon, 1982, 20 p., consultable à la bibliothèque municipale de Lyon

- Hôpital de la Croix Rousse : centre hospitalier régional et universitaire, sci. Hospices civils. Lyon, 1976, 23 p., consultable à la bibliothèque municipale de Lyon

- Patrice Béghain, Bruno Benoit, Gérard Corneloup et Bruno Thévenon (coord.), Dictionnaire historique de Lyon, Lyon, Stéphane Bachès, 2009, 1054 p. (ISBN 978-2-915266-65-8, BNF 42001687)

### Thèses
- Michel Mugniery, Etude statistique des opérations césariennes pratiquées à la maternité de l'hôpital de la Croix-Rousse de 1945 à 1960 exclu, Lyon, 1960, 74 p., Thèse présentée le 25 novembre 1960, consultable à la bibliothèque municipale de Lyon

### Articles
- « Centenaire de l'hôpital de la Croix-Rousse », Revue lyonnaise de médecine, Lyon, no 20,‎ 30 décembre 1962

- AS. Leonard et A. Bonnard, « hôpital de la croix-rousse. lactarium et bibonnerie: deux activités pour les tout-petits », Tonic : le Journal des Hospices Civils de Lyon, no 118,‎ septembre 2006, p. 32